# Lore Hoffmann
Lore Hoffmann (* 25. Juli 1996) ist eine Schweizer Mittelstreckenläuferin, die sich auf den 800-Meter-Lauf spezialisiert hat.

## Sportliche Laufbahn
Erste internationale Erfahrungen sammelte Lore Hoffmann bei den U23-Europameisterschaften 2017 in Bydgoszcz, bei denen sie in 2:05,65 min den fünften Platz belegte. Im Jahr darauf qualifizierte sie sich für die Europameisterschaften in Berlin, bei denen sie bis in den Halbfinal gelangte und dort mit 2:01,67 min ausschied. 2019 nahm sie an der Sommer-Universiade in Neapel teil und wurde dort in 2:02,58 min Vierte. Bei den Weltmeisterschaften in Doha schied sie mit 2:03,40 min in der ersten Runde aus. 2020 durchbrach sie erstmals die 2-Minuten-Grenze über 800 Meter, und 2021 wurde sie bei den Halleneuropameisterschaften in Toruń in 2:04,84 min Fünfte. Anfang Juli wurde sie bei den Bislett Games in 1:59,06 min Dritte, anschliessend startete sie bei den Olympischen Spielen in Tokio und schied dort mit 1:59,38 min im Halbfinal aus. Im Dezember belegte sie bei den Crosslauf-Europameisterschaften in Dublin in 18:31 min den siebten Platz in der Mixed-Staffel.
2022 erreichte sie bei den Weltmeisterschaften in Eugene den Halbfinal über 800 Meter und schied dort mit 1:59,88 min aus. Bei den Europameisterschaften in München erreichte sie den Final und verpasste in 1:59,92 min die Bronzemedaille nur um fünf Hundertstel. Im Jahr darauf gelangte sie bei den Halleneuropameisterschaften in Istanbul mit 2:01,22 min auf Rang sechs. Im Juni wurde sie bei der 1. Liga der Team-Europameisterschaft im Rahmen der Europaspiele in Chorzów in 4:12,88 min Fünfte über 1500 Meter, und im August schied sie bei den Weltmeisterschaften in Budapest mit 2:01,05 min im Semifinal aus. Auch bei den Hallenweltmeisterschaften 2024 in Glasgow schied sie mit 2:00,06 min im Halbfinale aus und stellte damit einen neuen Schweizer Landesrekord auf. Im Juni belegte sie bei den Europameisterschaften in Rom in 2:01,13 min den siebten Platz. Trotz erbrachter Qualifikationsleistung wurde sie im starken Schweizer Team nicht für die Olympischen Spiele in Paris berücksichtigt. Im Jahr darauf schied sie bei den Halleneuropameisterschaften in Apeldoorn mit 2:03,82 min im Semifinal über 800 Meter aus.
In den Jahren 2017, 2020 und 2021 wurde Hoffmann Schweizer Meisterin im 800-Meter-Lauf im Freien sowie 2021 in der Halle.

## Persönliche Bestleistungen
- 300 Meter: 39,54 s, 14. Mai 2022 in Chailly-sur-Montreux
- 400 Meter: 53,44 s, 14. August 2021 in La-Chaux-de-Fonds
  - 400 Meter (Halle): 54,47 s, 20. Februar 2021 in Magglingen
- 600 Meter: 1:26,38 min, 30. August 2020 in Lausanne
  - 600 Meter (Halle): 1:31,98 min, 26. Januar 2020 in Magglingen
- 800 Meter: 1:58,50 min, 15. September 2020 in Bellinzona
  - 800 Meter (Halle): 2:00,06 min, 2. März 2024 in Glasgow (Schweizer Rekord)
- 1000 Meter: 2:39,77 min, 8. Mai 2022 in Pliezhausen
  - 1000 Meter (Halle): 2:42,98 min, 11. Januar 2025 in Saint-Brieuc
- 1500 Meter: 4:05,78 min, 10. September 2023 in Zagreb
  - 1500 Meter (Halle): 4:09,02 min, 2. Februar 2023 in Ostrava